# Ptáčata
Ptáčata (Scheme birds) je dokumentární film švédských režisérek Ellen Fiske a Ellinor Hallin z roku 2019. Film sleduje 3 roky života skotské dívky, která dospívá ve vyloučené lokalitě v městě Motherwell na jihu země. Obklopená chudobou a násilím, snaží se najít nový směr svého života. Film byl v České republice uveden v rámci filmového festivalu Febiofest.

## Děj
Na začátku dokumentu je Gemmě 18 let. Žije v rodinném domě se svým dědečkem Josephem, který si jí jako malou osvojil poté, co jí matka opustila kvůli drogám. Svůj čas tráví ve společnosti mladých delikventů, kteří pocházejí z okolí. Heslo místních dívek je "Skončíš buď zbouchnutá nebo zavřená". Jak sama tvrdí, nečeká žádnou změnu k lepšímu a počítá s tím, že v takových podmínkách bude žít navždy. Joseph se jí marně snaží zabránit ve styku s problémovými lidmi. Sám strávil nějaký čas ve vězení a ví, jak lehké je dostat se ve špatné společnosti na šikmou plochu. Jako trenér boxu Gemmu vede spíše ke sportu a chovatelství holubů. Ona však otěhotní s mladým násilníkem Patem. Joseph s ní kvůli tomu přerušuje kontakt. Gemma s Patem se stěhují do panelového domu na sídlišti. Než se dítě narodí, je Pat odsouzen za napadení. Po svém návratu z vězení přísahá, že se polepší a bude se plně věnovat Gemmě a novorozenému Liamovi. Jejich nejbližšími přáteli se stanou sousedé Amy a JP. Amy čeká soud za útok na policistu, který jí přistihl při krádeži alkoholu. Do bytu za nimi chodí i 16letý Scott, který byl v minulosti několikrát odsouzený za násilnosti a kterého Gemma považuje za člena vlastní rodiny. JP je jednoho dne na sídlišti brutálně napaden a utrpí závažné poranění mozku v jehož důsledku částečně ochrne. Jeho přítelkyně Amy následně otěhotní s náhodnou známostí a opouští ho. Policejní vyšetřování překvapivě odhaluje, že jedním z útočníků byl jeho blízký přítel Scott. Ten je za útok odsouzen na 8 let. Gemma odmítá JPho po návratu z nemocnice navštívit, protože si ho chce v paměti uchovat takového, jaký byl před útokem. Patovo chování se mezitím vrací do starých kolejí. Holduje alkoholu a drogám a většinu času tráví se svými kumpány. Gemmě a malému Liamovi se postupně přestává věnovat. Gemma ho opouští a konečně se odhodlává navštívit JPho. Jeho matka s ní probírá, jak těžké bylo vychovávat dítě v takovém prostředí a jak se její obavy o bezpečnost syna nakonec naplnily. Gemma se po tomto rozhovoru odhodlává radikálně změnit svůj život. Usmiřuje se s dědečkem Josephem, opouští Motherwell a spolu s malým Liamem odjíždí do Derby, kde si hledá práci.

## Název
Název dokumentu pochází ze skotského označení pro sídliště (scheme), ve kterém se většina filmu odehrává. Český název odkaz na sídliště neobsahuje, ve slovenštině však zůstal (Sídliskové vtáčatá).

## Forma
Film pozoruje hlavní hrdiny bez jakéhokoliv dodatečného komentáře. Kamera se vždy nachází v jejich bezprostřední blízkosti a přirozeně zachycuje všechny probíhající události. Někteří recenzenti upozornili na to, že na filmu je zásadní jeho střih, kdy jsou záměrně vynechány všechny pozitivní události či období zdánlivého klidu tak, že život Gemmy působí tragičtěji a beznadějněji, než jaký ve skutečnosti zřejmě byl.

## Témata
Dokument navazuje na tradici tzv. kuchyňského realismu, což je typický britský umělecký směr populární především v 60. a 70. letech 20. století, který se zabývá životem chudé pracující třídy zasažené celou řadou společenských problémů. V roce 1992 byla v Motherwellu uzavřena ocelárna Ravenscraig, čímž v podstatě skončila masová produkce oceli ve Skotsku. V důsledku uzavření této ocelárny přišlo o zaměstnání téměř 11 000 lidí. Její demolicí také vznikl největší brownfield v Evropě. Po kolapsu těžkého průmyslu se ekonomika regionu začala orientovat více na služby a moderní technologie, vysoká nezaměstnanost však dlouhodobě přetrvala. Statistika z roku 2019, kdy byl film dokončen, ukázala, že se nezaměstnanost v Motherwellu pohybovala okolo 4,9 %, zatímco skotský průměr byl pouze 3,2 %. Podle autorek projektu nešlo o pouhé zobrazení života mladých lidí ve vyloučených lokalitách, ale především o portrét dívky, která se chce z této situace vymanit a zajistit si lepší budoucnost.